# 水城子泡
水城子泡是一个位于中国黑龙江省鹤岗市的湖泊，面积约为1.67平方千米，属于东北平原。它的一级流域为黑龙江流域，二级流域为松花江水系。